# TLCS-12A
TLCS-12A (Toshiba LSI Computer System 12A, T3190) は東京芝浦電気が1975年に発表した12ビットマイクロプロセッサ。同社が1973年に発表したTLCS-12 (T3153) の機能・性能改善版にあたる。TLCS-12はもともとはフォードの車載用エンジンの制御（エンジンコントロールユニット）用に開発され、その要求される精度から当時の一般的な8ビットではなく12ビットの命令セットになった。

## アーキテクチャ
TLCS-12Aは12ビットの汎用レジスタを8ワード持つ。そのうち6個をマルチプルアキュムレータ、インデックスレジスタ、アドレスポインタとして使用でき、残りはプログラムカウンタと割り込みマスクや演算結果のフラグステータスを示すプログラム・ステータス・ワードとして使われる。レジスタ、メモリ、I/Oアドレスは同一のアドレス空間に割り当てられており、8個のアドレスレジスタはアドレス 0x0 - 0x7、I/Oレジスタは任意の数を任意のアドレスに割り当てることができる。
TLCS-12Aは4KビットのROMを内蔵したマイクロプログラム方式で、乗除算命令はこれによってサポートされている。TLCS-12からの変更点としては除算命令などを追加したほか、設計を最適化してチップのゲート数を削減したことで消費電力を削減し歩留りを改善、マイクロプログラムの変更により処理速度を30%向上している。

## 応用製品

### 産業分野
東京芝浦電気がTLCS-12Aを使用した汎用の産業用コンピューター「TOSMATIC-12A」やデータロガー「TOSSEC-EC」、ビル管理システム「BUILDAC-M」、電力デマンド監視制御装置などを開発している。

### 評価ボード
TLCS-12Aの学習、評価、研究、組み込み用に次の評価ボードが発売された。特にEX-0 (Experimental Use Model 0) は日本電気のTK-80に先行して発売され、テレタイプ端末を必要としないワンボードマイコンとしては早期のものであった。いずれも別売の開発用ソフトウェア（セルフアセンブラ、エディタ、デバッガ）がサポートされており、テレタイプインターフェースとテレタイプ端末、専用PROMライター (EX-1A) を用意すれば完全な開発環境が整う。

#### TLCS-12A EX-0
128ワードのRAMと512ワードのROMを搭載。外部メモリやDMAの拡張性はない。入出力はディップスイッチとLED表示。オプションでテレタイプインターフェースを増設可能。1976年4月発売。標準価格は99,000円。

#### TLCS-12A EX-12/10
2KワードのRAMを搭載。ROMはオプション。割り込みラッチユニット (T3219) 、DMA (T3555) 、テレタイプインターフェースを標準搭載。入力はディップスイッチ、出力はオプションのコントロールパネル。9V発生回路を内蔵し、+5Vと-5Vの電源のみで駆動可能。1977年1月発売。標準価格は185,000円。

#### TLCS-12A EX-12/5
256ワードのRAMを搭載。ROMはオプション。外部にDMA、増設ROM、増設RAM、テレタイプインターフェースを増設可能。1977年5月発売。標準価格は77,000円。